# Demba Kunda
Demba Kunda (Schreibvarianten: Demba Kunda Kuta, Demba Kunda Moribugu, Demba Kunda Ngalleng, Demba Kunda Bahawa und Demba Kunda Koto) ist eine Ortschaft im westafrikanischen Staat Gambia.
Nach einer Berechnung für das Jahr 2013 leben dort etwa 5156 Einwohner, das Ergebnis der letzten veröffentlichten Volkszählung von 1993 betrug 4028.

## Geographie
Demba Kunda liegt in der Upper River Region (URR) Distrikt Fulladu East und liegt 8,3 Kilometer südwestlich von Basse Santa Su, dem Sitz der Verwaltungseinheit URR, entfernt. Gambissara liegt 4,6 Kilometer westlich von Demba Kunda, dazwischen liegt der Gambissara Forest Park.